# 清涧县
清涧县是中国陕西省榆林市下辖的一个县，位于陕西北部，榆林市南部，黄河西岸，无定河在此汇入，清涧河流贯西境，与延安市相接。总面积为1881平方公里，常住人口約12万人。

## 历史人文
历史上出产青石板，因境内河水两岸都是青石得名青涧，明洪武年间改现名。1927年10月清涧曾爆发中国共产党领导的清涧起义。

## 人口
2020年末，全县常住人口115645人，与2010年第六次全国人口普查的128938人相比，十年共减少13293人，下降10.31%。

## 地理
隔黄河与山西石楼县相望，毗邻子长、子洲、延川、绥德。东西长95公里，南北宽55公里。清涧是贫困县，境内典型黄土高原沟壑纵横的地形，气候干旱且水土流失严重。缺乏矿产资源。

## 行政区划
清涧县下辖9个镇：
宽州镇、石咀驿镇、折家坪镇、玉家河镇、高杰村镇、李家塔镇、店则沟镇、解家沟镇和下廿里铺镇。

## 交通
- 210国道、 340国道过境。

## 经济
清涧盛产红枣，公认是中国红枣之乡。210国道和神延铁路过境。